# تيم أوبراين (مغني)
تيم أوبراين (بالإنجليزية: Tim O'Brien)‏ هو عازف قيثارة ومغني وكاتب أغاني أمريكي، ولد في 16 مارس 1954 في ويلينغ في الولايات المتحدة.

## وصلات خارجية
- الموقع الرسمي
- تيم أوبراين على موقع IMDb (الإنجليزية)
- تيم أوبراين على موقع ميوزك برينز (الإنجليزية)
- تيم أوبراين على موقع أول ميوزيك (الإنجليزية)
- تيم أوبراين على موقع ديسكوغز (الإنجليزية)
- تيم أوبراين على موقع قاعدة بيانات الفيلم (الإنجليزية)